# Аравийский лимес
Аравийский лимес (лат. Limes Arabicus; буквально «Арабская стена»; также лат. Limes Orientalis) — система укреплений (лимес) Римской империи длиной 1500 км, которая простиралась от северной Сирии до южной Палестины (здесь её также называли Палестинский лимес).
Сам лимес был построен из-за сирийского восстания и представлял столетнюю границу римской провинции Сирии на востоке. К востоку от лимесов жили бедуины, враждебно относившиеся к римлянам. Таким образом, лимесы представляли защиту от нападений пустынных народов, а также очерчивали границы, до которых простиралась Римская империя.
Она служила почти пять веков, в том числе для защиты торговых путей от воровских банд.
Траян под защитой этой границы построил главную дорогу Via Traiana Nova от Бостры до Айлы (Акаба) на берегу Красного моря, протяженностью почти 400 км, между 111 и 114 годами, чтобы обеспечить эффективную транспортировку грузов и передвижение войск и правительственных чиновников. Она была завершена при Адриане.
Около 300 года Диоклетиан изменил определение бывшей провинции Аравия, передав южный регион в провинцию Палестина, которая затем стала отдельной провинцией, Палестина Салютарис. Каждой провинцией управляли президы с гражданской властью и дуксы с военной властью.
Диоклетиан начал крупную военную экспансию в регионе, построив ряд фортов (кастеллы), сторожевых башен и крепостей на окраине пустыни к востоку от Виа Нова Траяна. Все эти военные сооружения носят название Limes Arabicus. Эта линия обороны простирается от юга Дамаска до Вади Хасы. Район от Вади-Муджиба до Вади Хасы охраняется четырьмя кастеллами и лагерями легионеров.
Пограничная зона к югу от Вади-аль-Хаса называется «Палестинский лимес», простирается до Красного моря в Айле (Акаба) и включает десять кастелл и лагерь легионеров.
Линия защиты и контроля состоит в основном из форта через каждые 100 км: к югу — легионерская крепость Удрух, к востоку от Петры, аналогичная крепость Эль-Леджун, по площади (12 га) и по организации, вероятно, здесь находился VI Железный легион. Алистер Киллик и Паркер, проводившие раскопки на этом месте, придерживаются разных взглядов на датировку.
Похоже, что в Айле (Акаба) существовал лагерь легионеров, раскопанный Паркером с 1994 года. Город, расположенный на северной оконечности залива Акаба, был и остается центром морского сообщения. Здесь пересекаются несколько наземных трасс. X Охраняющий пролив легион, первоначально размещавшийся в Иерусалиме, был переведён туда, чтобы защитить конечную остановку на Виа Нова Траяна. Строительные элементы были идентифицированы, но плохо датированы.
В первой половине VI века войска были постепенно выведены и заменены местными солдатами — христианизированными арабскими федератами (в основном гассаниды).
После арабского завоевания арабский лимес был в значительной степени заброшен. Некоторые укрепления использовались и укреплялись с разными целями в последующие века. Сегодня бо́льшая часть лимесов лежит в руинах.